# Caio Suetônio Paulino
Caio Suetônio Paulino (em latim: Gaius Suetonius Paulinus) foi um senador e general romano eleito cônsul em 66 com Caio Lúcio Telesino. Foi governador da Britânia romana e é conhecido por ser o comandante que derrotou a revolta encabeçada pela rainha Boadiceia. Ele aparentemente não tem relação nenhuma com o escritor Suetônio.

## Primeiros anos
Tendo sido pretor, foi destinado à Mauritânia em 41 na qualidade de legado imperial propretor com ordem de suprimir uma revolta. Com a ajuda de Cneu Hosídio Geta, sufocou uma revolta iniciada nas montanhas da província depois da execução de um governante local por Calígula. Suetônio foi o primeiro romano que cruzou a cordilheira do Atlas e Plínio, o Velho descreve a sua histórica marcha na sua obra "História Natural".

## Britânia
Em 58, tendo presumivelmente já sido cônsul (não se sabe a data), foi nomeado governador da Britânia no lugar de Quinto Verânio, que morreu no cargo. Paulino continuou a agressiva política de Verânio, subjugando as tribos assentadas no território do atual País de Gales, e durante os seus dois primeiros anos no cargo teve sucesso. A sua reputação como general rivalizava com a de Cneu Domício Córbulo. Sob as suas ordens serviram dois futuros governadores da província, Quinto Petílio Cerial, como legado militar da Legio IX Hispanica, e Cneu Júlio Agrícola, como tribuno militar da Legio II Augusta.
Em 60 ou 61, Suetônio assediou a ilha de Mona (Anglesey), que constituía o refúgio central dos druidas fugitivos da ilha e funcionava como a sua capital, massacrando a população e destruindo os bosques sagrados. As tribos do sudeste aproveitaram a ausência do general e rebelaram-se liderados pela rainha Boudica dos icenos. A colônia de Camuloduno foi destruída e seus habitantes foram torturados, estuprados e mortos; a legião de Petílio Cerial foi completamente derrotada na Batalha de Camuloduno. Após subjugar e arrasar a ilha de Man, Suetônio marchou pela Watling Street até Londínio (Londres), o próximo objetivo dos rebeldes. Contudo, os romanos julgaram que careciam de suficientes tropas para defender a cidade e ordenaram a sua evacuação. À sua chegada, os rebeldes destruíram-na e fizeram o mesmo com Verulâmio.
Suetônio reagrupou as tropas da XIV Gemina, alguns destacamentos da XX Valeria Victrix e todos as tropas auxiliares disponíveis. A II Augusta, acampada em Exeter, estava disponível, mas o seu prefeito, Pênio Póstumo, decidiu não atender à convocação. Apesar disto, Suetônio conseguiu reunir uma considerável força, composta por cerca de dez mil homens, em minoria com referência às tropas de Boudica (100 000 homens segundo Tácito e 230 000 segundo Dião Cássio). Os dois exércitos enfrentaram-se na Batalha de Watling Street num lugar desconhecido nas imediações de um desfiladeiro, provavelmente na região de Midlands do Oeste ao longo da Watling Street. Durante a batalha, a tática e a disciplina das legiões romanas triunfaram sobre as hordas britanas. A fuga dos britanos viu-se dificultada pela presença das suas próprias famílias e os suas carroças, que acamparam num anel em perto do campo de batalha, e a derrota converteu-se num autêntico massacre. Tácito estima as baixas dos britanos ao redor de 80 000 homens comparado com os 400 romanos. A rainha Boudica envenenou-se e Póstumo, percebendo que havia privado seus homens da glória desta acachapante vitória, se jogou sobre sua própria espada.
Suetônio reforçou seu exército com legionários e auxiliares da Germânia e iniciou uma série de expedições punitivas pelo território das tribos que apoiaram a rebelião de Boudica, mas ação se mostrou contraproducente. O novo procurador da província, Caio Júlio Alpino Classiciano informou ao imperador Nero que as atividades de Paulino estavam destinadas a continuar as hostilidades e foi criado um processo contra o governador dirigido pelo liberto Policlito. Os investigadores, utilizando como desculpa a perda de uns barcos, depuseram Paulino e substituíram-no pelo mais conciliador Públio Petrônio Turpiliano.

## Ano dos quatro imperadores
Suetônio foi designado cônsul ordinário em 66 (é possível que tenha sido um filho dele). Em 69, durante o ano de guerras civis que seguiram à morte de Nero (conhecido como o "ano dos quatro imperadores"), Suetônio uniu-se a Otão e foi designado comandante e conselheiro militar. Ele e Aulo Mário Celso derrotaram um dos generais de Vitélio, Aulo Cecina Alieno, nas imediações de Cremona na Batalha de Loco dos Castos. Porém, Suetônio não permitiu que seus homens se aproveitassem da vantagem e foi acusado de traição. Quando o exército de Cecina se uniu às tropas de Fábio Valente, Suetônio aconselhou a Otão evitar a batalha, mas não foi escutado,  resultando na decisiva derrota do imperador na Primeira Batalha de Bedríaco. Suetônio foi capturado por Vitélio após a derrota, mas obteve o perdão do novo imperador ao afirmar que havia perdido a batalha deliberadamente, o que quase certamente era mentira.
Nada mais se sabe sobre ele depois disto.